# Планети (Голст)
«Планети» (англ. The Planets) Op. 32 — симфонічна сюїта англійського композитора Густава Голста, написана в 1914—1916 рр. Сюїта складається з 7 частин, кожна з яких названа на честь однієї з планет Сонячної системи (крім Землі):

## Склад
1. «Марс, вісник війни» (англ. «Mars, The Bringer Of War»)
2. «Венера, вісник миру» (англ. «Venus, The Bringer Of Peace»)
3. «Меркурій, крилатий посланець» (англ. «Mercury, The Winged Messenger»)
4. «Юпітер, що приносить радість» (англ. «Jupiter, The Bringer of Jollity»)
5. «Сатурн, вісник старості» (англ. «Saturn, The Bringer Of Old Age»)
6. «Уран, чарівник» (англ. «Uranus, The Magician»)
7. «Нептун, містик» (англ. «Neptune, The Mystic»)

За чотири роки до смерті Голста, в 1930 році, був відкритий Плутон, який астрономи проголосили дев'ятою планетою. Голст, однак, не був зацікавленим у написанні частини для нової планети. Він розчарувався в популярності сюїти, вважаючи, що вона відібрала занадто багато уваги від інших його робіт.
У 2000 році англійський композитор Колін Метьюз, спеціаліст із творчості Голста, написав нову восьму частину, яку він назвав «Плутон, оновлювач» (англ. «Pluto, the Renewer»). Метьюз також змінив кінцівку «Нептуна» так, щоб сьома частина переходила безпосередньо в «Плутон».

## У культурі
- Перша частина («Марс, вісник війни»), зі слів Гізера Батлера та Біла Варда, є прототипом титульної пісні альбому Black Sabbath.